# 9-а френска езикова гимназия „Алфонс дьо Ламартин“
9-а френска езикова гимназия „Алфонс дьо Ламартин“ е средно езиково училище в София, създадено през 1961 г. под името 9 СПУ с изучаване на френски език „Георги Кирков“. От началото на 1990-те години носи името на френския благородник, поет, дипломат и политик Алфонс дьо Ламартин (1790 – 1869), който посещава българските земи през 1832 г.

## История

### Ранни години
През 1881 г. мисионери – методисти основават американско девическо училище в гр. Ловеч, което набира популярност и престиж през следващите десетилетия и през 1927 г. става Американски колеж и започва да издава гимназиални дипломи. Колежът е насилствено закрит през 1948 г. като проводник на „капиталистическа идеология“, но през 1950 г. на негово място е създадено Средно училище за чужди езици – първата „нова“ езикова гимназия в България, добила популярност с историята от филма „Вчера“. Четири паралелки изучават френски език, една – английски и една – немски език. През 1956 г. английската паралелка се премества в София и поставя началото на Първа английска гимназия. През 1958 г. френският отдел се премества във Варна и основава варненската Френска гимназия. През 1960 г. от немския отдел възниква и софийската немска гимназия, а през следващата 1961 г. от нея се отделя 9-а френска гимназия.

### Установяване
При създаването си през 1961 г. френската, заедно с немската гимназия, се помещава в квартал „Надежда“. За учебната 1963 г. се настанява в настоящата си сграда на булевард „Патриарх Евтимий“ в идеалния център на София, в сградата на 9-а обикновена гимназия. Последният випуск на обикновената гимназия завършва през 1965 г. и гимназията става чисто езикова. От 1977 г. се откриват и паралелки с испански език, но през 1991 г. те са изнесени в новоучредената 164-та испанска езикова гимназия „Мигел де Сервантес“.
През 1976 г. Френската гимназия е наградена с орден „Кирил и Методий“ I степен, а през 1977 г. е приета за асоциирано училище към ЮНЕСКО. При историческата си визита в България през 1989 г. президентът на Франция Франсоа Митеран специално посещава Френската гимназия, където остава повече от предвиденото, нарушавайки протокола.

## Обучение
Френската гимназия има установени традиции и висок авторитет в обучението по френски език. Интензивното изучаване на езика се извършва по програма, включваща 20 часа по френски седмично в подготвителен и 8-и клас и от 6 до 8 часа в класовете след 8-и. Предметите история, география, биология/физика, химия, и философия се изучават на френски език.
През петте години на обучение се изучава задълбочено и хронологично френската литература и култура във всички нейни жанрове.

## Традиции
Девизът на училището е „Ще стане – защото сме заедно!“ Много важна е приемствеността – повече от половината преподаватели в гимназията са нейни възпитаници. В годините след основаването на гимназията френският език отстъпва по популярност на другите западни езици – неговият силен период е началото на XX век. Въпреки това влизането във „Френската“ е трудно – поне 10 ученика се борят за 1 място, а балът е съизмерим с този в другите елитни столични гимназии. Последното доказва, че стимулът за кандидатстване в голяма степен се дължи на високия престиж и на традициите на учебното заведение.

### Изкуства
Френската гимназия има изградени традиции в областта на театъра. Всяка година се подготвя и изнася театрална постановка по различни пиеси от класически френски автори. Училището има хор.
Практикуват се и часове по фотография, правят се вътрешни конкурси и изложби по стените на училището.

### Спортни постижения
Волейболният и Баскетболният отбор на гимназията участват в престижната лига за купа „Кларис“, която обединява елитните столични гимназии, а футболният отбор е участник в Българската училищна футболна лига. Училището има изяви и в спортовете ски, тенис, плуване, тенис на маса, шахмат.

### Международно сътрудничество
Френската гимназия осъществява образователен и културен обмен с франкофонски училища от Европа, сред които Lycee Gerson (Париж), College Claparede Женева, Lycee Jaques Decour Париж, Lycee de Sevres Севър и др. Проекти на училището се ползват с подкрепата на Френския културен институт в София.

## Директори
- Надежда Димчева (1963 – 1964)
- Симеон Симеонов (1965 – 1970)
- Виолета Боева (1970 – 1977)
- Иван Коларов (1977 – 1992)
- Александра Кузманова (1992 – 1995)
- Асен Кръстев (1996 – 2001)
- Пенка Малинска (2001 – 2008)
- Емилия Йорданова Богданова-Иванова (2009 –)

## Учители
Във Френската гимназия работят опитни и висококвалифицирани преподаватели. Много от тях са автори на учебници и методически помагала, четат лекции и водят упражнения в СУ и други висши училища. Част от преподавателите по френски език са французи. За качествата на преподавателите говори фактът, че почти всички възпитаници на гимназията биват приети за студенти с изпити по предмети, различни от френски език: математика, история, литература, биология, химия.

## Паралелки
| Клас | Профил „Чужди езици“ с изучаване на: | Трети и четвърти профилиращ предмет                                | Срок на обучение | Източници |
| ---- | ------------------------------------ | ------------------------------------------------------------------ | ---------------- | --------- |
| А    | Френски и английски                  | Избираеми два профилиращи предмета                                 | 5 години         | [ 2 ]     |
| Б    | Френски и английски                  | Избираеми два профилиращи предмета                                 | 5 години         | [ 3 ]     |
| В    | Френски и английски                  | Избираеми два профилиращи предмета                                 | 5 години         | [ 4 ]     |
| Г    | Френски и испански                   | Избираеми два профилиращи предмета                                 | 5 години         | [ 5 ]     |
| Д    | Френски и испански                   | Избираеми два профилиращи предмета                                 | 5 години         | [ 6 ]     |
| Е    | Френски и испански                   | Избираеми два профилиращи предмета                                 | 5 години         | [ 7 ]     |
| Ж    | Френски и немски                     | Избираеми два профилиращи предмета                                 | 5 години         | [ 8 ]     |
| З    | Френски и латински                   | Биология и здравно образование; Химия и опазване на околната среда | 5 години         | [ 9 ]     |

## Изявени възпитаници
- Aксиния Mихайлова – поетеса
- Албена Воденичарова – журналист, директор „Информация, връзки с обществеността и европейска комуникация“, МВнР
- Ангелина Пискова – журналист, кореспондент на БНР в Брюксел
- проф. Антоний Тодоров – политолог
- Аспарух Иванов – актьор
- Атанас Младенов –  посланик в Италия, Малта и Сан Марино
- Борис Бонев   – Общтински съветник, един от основателите на гражданската организация „Спаси София“
- Бойко Ламбовски – журналист и писател
- Борис Чернев – актьор
- Бистра Атанасова – професор, Институт по генетика, БАН
- Валентин Пламенов – писател
- Васил Грудев – служебен министър на земеделието и храните в правителството на проф. Георги Близнашки
- Васил Сотиров – поет
- Вера Петрова – гл. ред. сп. „Бакхус“, управител на Асоциацията на културните мениджъри в България
- проф. д.ик.н. Владимир Чуков – арабист
- Георги Александров – журналист, изпълнителен директор на издателство „Егмонт България“
- Георги Димитров – дипломат, постоянен секретар на МВнР, посланик в Сърбия, външнополитически съветник на президента Георги Първанов
- Георги Табаков – директор на Българския икономически форум
- Григорий Недялков – журналист
- Гриша Атанасов – журналист и преводач, главен редактор на Университетското издателство „Св. Климент Охридски“
- проф. Драгомир Драганов – историк, политик
- Даниел Вачков, историк, професор
- Даниел Вълчев, юрист и политик
- Димитър Цанчев – дипломат, постоянен представител на България към ЕС, посланик в Израел, постоянен представител в ООН – Женева, заместник-министър на външните работи,
- Евгени Стайков – юрист, председател на Софийския апелативен съд (САС)
- Жак Папаро – директор на фондация „Фридрих Еберт България“
- проф. Жасмин Попова – посланик в Швеция, преподавател по европейско право
- проф. Иван Данов – архитект, министър на инвестиционното проектиране
- Ивайло Калфин – депутат в Европейския парламент, вицепремиер, министър на външните работи (2005 – 2009), министър на труда и социалната политика (2014 – 2016),
- Иван Христов – посланик в Испания, заместник-министър на външните работи
- Илияна Йотова – депутат в ЕП, вицепрезидент на България (2017 –)
- Йоана Буковска – актриса
- Искрен Пецов – музикант
- д-р Калин Димитров – археолог, Национален археологически институт с музей; Център за подводна археология, Созопол
- Карла Рахал – актриса и певица
- Кирил Домусчиев – бизнесмен и предприемач
- проф. Климент Ходжов – учен
- Копринка Червенкова – гл. редактор на вестник „Култура“
- Крум Зарков  –  народен представител в 44-тото, 45-ото, 46-ото и 47-ото народно събрание, министър на правосъдието в служебното правителство на Гълъб Донев.
- Кънчо Стойчев – социолог, ГАЛЪП
- проф. д-р Лидия Катрова – стоматолог
- Лили Вълчева - певица, поетеса, учителка
- проф. д-р Лъчезар Трайков – лекар
- Любомир Павлов – собственик на ТВ7
- Любомир Найденов – преводач, журналист
- Марин Райков – дипломат, посланик в Париж и Рим, служебен премиер (2013), зам. министър на външните работи
- Мариета Ангелова – актриса
- Мартин Ганев – изп. директор на фонд CSIF
- Мартина Шопова – водеща на „5 по Рихтер“ и „Сутрин в 7“ по ТВ7
- Мая Георгиева – изп. директор на Първа инвестиционна банка
- Надежда Михайлова – министър на външните работи (1997 – 2001), депутат в ЕП (2009 – 2014), посланик в Турция
- Ники Илиев – фотомодел и ТВ водещ
- д-р Никола Василев – вицепремиер, министър на здравеопазването (1991 – 1992 и 1994 – 1995), зав. клиника в УБ „Майчин дом“, кавалер на Ордена на Почетния легион
- Николай Милков – дипломат, заместник-министър на външните работи (2004 – 2005); постоянен секретар на МО (2009 – 2013); посланик в Румъния, Канада, Франция и ЮНЕСКО, постоянен представител в НАТО, министър на външните работи в служебното правителство на Гълъб Донев.
- Николай Теохаров – адвокат
- Нено Димов – депутат в XL НС, министър на околната среда и водите на България (2017 – 2020)
- Огнян Димов – ген. директор на ТВ2
- Огнян Цолов – солист на рок група „Фактор“
- Орлин Бориславов – продуцент и водещ на радио и ТВ предаването „Микрофон и мишка“
- Павел Станчев – изп. директор на Нова телевизия
- Петър Лисицов (Пешо Пърпъла) – музикален журналист
- Пламен Юруков – председател на СДС
- Радан Кънев – политик, председател на ДСБ
- Райна Гаврилова – историчка
- Ружа Лазарова – писател
- Румен Захариев – първият дипломиран български експерт-демограф.
- Румен Янчев – изп. директор на БУЛСТРАД.
- Рупен Гарабедян – актьор.
- Светлана Жекова – служебен министър на околната среда и водите в правителството на проф. Георги Близнашки.
- Сергей Сергеев – волейболист, съдия по волейбол, доктор на технологичните науки.
- Силвия Лулчева – актриса
- Слави Бинев – политик, народен представител в XLIII народно събрание, евродепутат (2007 – 2014), спортист и бизнесмен
- проф. д-р Славка Цанова – Технически университет София
- Спас Спасов – философ, професор в Университет Монреал
- Станислав Върбанов – професионален ТВ готвач.
- Станислав Даскалов – актьор
- Стефан Иванов – журналист и писател
- Стефан Командарев – кинорежисьор
- Стефан Тафров – дипломат, заместник министър на външните работи, посланик в Италия, Великобритания, Франция, постоянен представител на България в ООН, кавалер на Ордена на Почетния легион
- Стефан Сърчаджиев – актьор
- Стоян Михалев – музикант
- Татяна Ваксберг – журналистка
- Татяна Чонкова – ген. секретар на Националното бюро на българските автомобилни застрахователи
- Тодорка Минева – преводач
- Уляна Пръмова – генерален директор на БНТ
- Христо Бонински – спортен журналист
- Катя Тодорова – посланик в Мароко, заместник-министър на външните работи
- Юрий Борисов – журналист, писател и политик
- проф. д-р Цекомир Воденичаров – декан на ФОЗ, Медицински университет
- Георги Трайков – журналист. Дългогодишен заместник главен редактор на вестник „Труд“